# Шах-Азиз, Смбат Симонович
Смбат Симонович Шах-Азиз (Шахазизян) (арм. Սմբատ Շահազիզ; 1841—1908) — армянский поэт, публицист и педагог.. Крупнейший представитель армянского байронизма

## Биография
Родился 17 сентября 1840 года в городе Аштарак Эриванского уезда Грузино-Имеретинской губернии в семье священника; был младшим из шести братьев.
До 10 лет он учился дома, затем в уездной школе, после чего отправлен в Москву в Лазаревский институт. По окончании института был оставлен в нём для преподавания современного и классического армянского языка, одновременно готовясь к продолжению своего образования. В 1867 году он получил степень кандидата востоковедения (по восточным языкам) в Санкт-Петербургском университете. После этого продолжал работать преподавателем в Лазаревском институте в течение тридцати пяти лет — до своей отставки в 1897 году.
В 1893 году он основал Абовско-Назарский фонд для нуждающихся писателей. После выхода на пенсию в 1898 году, создал в Москве комитет по организации ухода и воспитания детей, ставших сиротами из-за массовых убийств армян в 1894—1896 годах (Хамидийская резня). Он разоблачал антиармянскую позицию режима царской России и двуличие турецкой дипломатии.
Умер 5 января (или 7 января) 1908 года в Москве. Тело предали земле на третий день после смерти, в присутствии большого числа собравшихся проститься с писателем людей. Отпевание происходило в армянской Крестовоздвиженской церкви, расположенной в Армянском переулке.

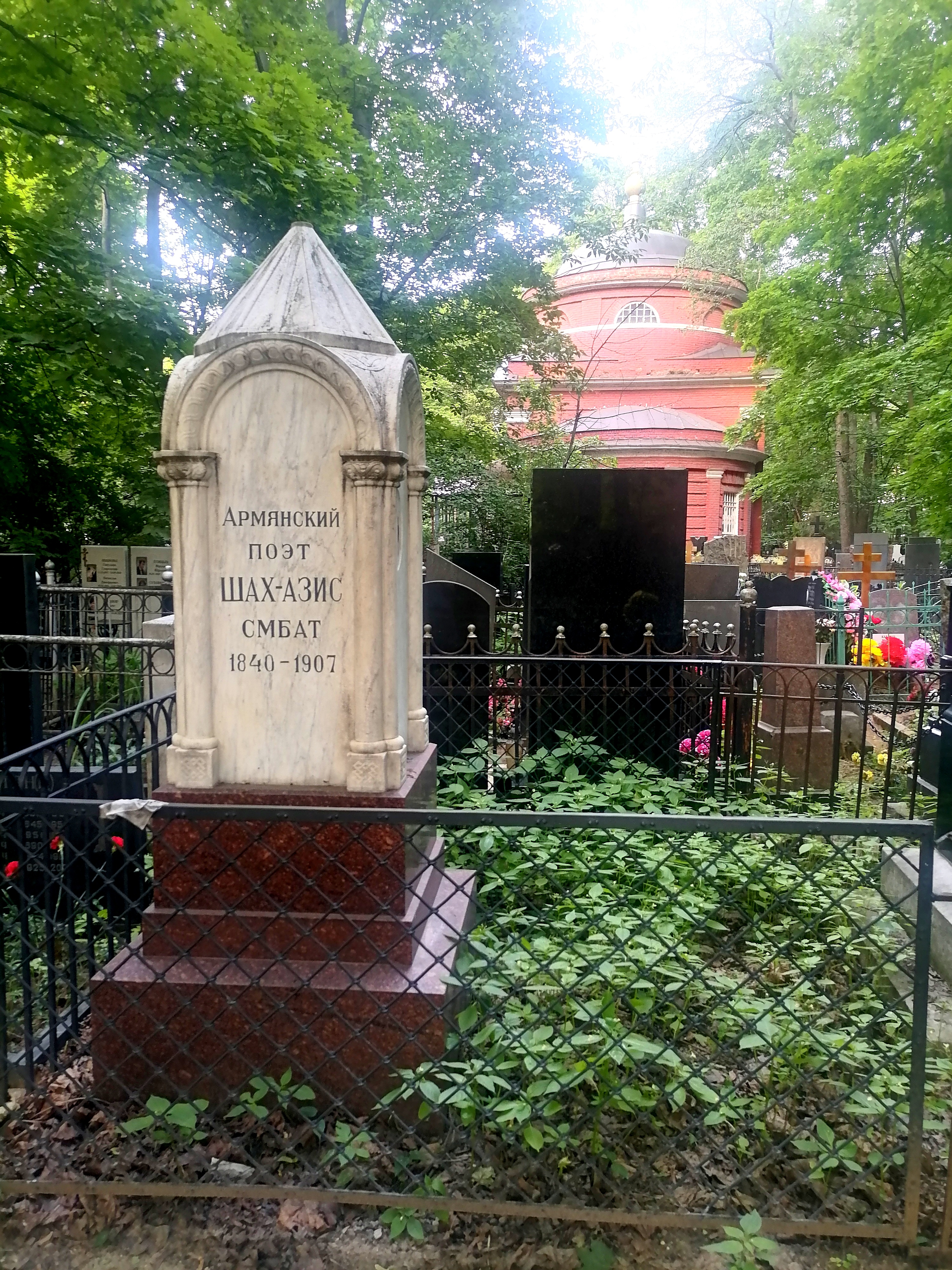
Могила на Армянском кладбище

Похоронен на Ваганьковском Армянском кладбище в Москве.

## Творчество
Смбат начал писать в студенческие годы и находился под влиянием армянских поэтов Рафаэля Патканяна и Хачатура Абовяна. С 1861 года он сотрудничал с журналом «Юсис апайл» («Северное сияние», основатель Степан Назарян) до прекращения его издания в 1864 году. В 1860 году Шах-Азиз опубликовал свой первый сборник стихов «Азатутян жамер» («Часы свободы»), который состоял из тридцати трех стихотворений, написанных на современном и классическом армянском языке.
В числе его поэтических произведений: «Часы досуга» (1858, сборник стихов), «Скорбь Леона» (1865, поэма); в числе прозы: «Голос публициста» (1881), «Воспоминания по поводу праздника Вардана» (1901), «Несколько слов моим читателям» (1903).

Газета «Русское слово» оценивая деятельность писателя на своих страницах отмечало:
 то, что он написал в годы юности и зрелости, принадлежит к числу драгоценнейших перлов армянской поэзии.

## Память
- Именем Смбата Шах-Азиза названа средняя школа № 2[арм.] в Аштараке (открылась в 2014 году).
- По случаю 150-летия в его честь в СССР был выпущен почтовый конверт.
- Первая русская монографии об армянском поэте Смбате Шах-Азизе была написана Юрием Веселовским.
- Его произведения переводились на русский язык Ольгой Чюминой, Изабеллой Гриневской, Львом Уманцем, Сергеем Головачевским и другими.